# Cryptotriton wakei
Cryptotriton wakei là một loài kỳ giông trong họ Plethodontidae.
Nó được tìm thấy ở dãy núi Sierra del Merendón ở Guatemala và có thể cả Honduras.
Môi trường sống tự nhiên của chúng là các khu rừng vùng núi ẩm nhiệt đới hoặc cận nhiệt đới.
Nó bị đe dọa do mất môi trường sống.